# 1. FC AZS AWF Katowice
1. FC AZS AWF Katowice (z niem.: Erster Fussball-Club) – żeńska drużyna piłkarska z Katowic, występująca dawniej w Ekstralidze. Powstała w 2007 roku, jako żeńska sekcja reaktywowanego klubu piłkarskiego z datą powstania w 1905 roku, 1. FC Katowice. Po raz pierwszy przystąpiła do rozgrywek w sezonie 2007/2008, rozpoczynając od gry w II lidze (trzeciego w hierarchii poziomu rozgrywkowego). Po zajęciu w sezonie 2009/2010 trzeciego miejsca w grupie południowej I ligi i zwycięskich barażach klub po raz pierwszy awansował do Ekstraligi. Po zakończeniu sezonu 2011/12 klub spadł do I ligi. Ponowny awans do Ekstraligi wywalczył w sezonie 2013/14, lecz po roku gry na najwyższym szczeblu rozgrywek ponownie zanotował spadek. Po tym sezonie zespół wycofał się z rozgrywek i przestał istnieć. Od sezonu 2010/2011 patronem klubu była Akademia Wychowania Fizycznego w Katowicach. Klub posiadał również zespół rezerw. Po likwidacji drużyny latem 2015 roku większość zawodniczek przeszła do nowo powstałej żeńskiej sekcji GKS-u Katowice.

## Bilans sezon po sezonie
| Sezon     | Liga       | Poz.  | Pkt. | Mecze | Mecze | Mecze | Bramki | Bramki | Poziom ligowy |
| Sezon     | Liga       | Poz.  | Pkt. | zwy.  | rem.  | por.  | zdob.  | stra.  | Poziom ligowy |
| --------- | ---------- | ----- | ---- | ----- | ----- | ----- | ------ | ------ | ------------- |
| 2007/2008 | II liga    | 1/8   | 37   | 12    | 1     | 1     | 55     | 11     | III           |
| 2008/2009 | I liga     | 7/8   | 15   | 4     | 3     | 7     | 20     | 30     | II            |
| 2009/2010 | I liga     | 3/11  | 39   | 12    | 3     | 5     | 34     | 15     | II            |
| 2010/2011 | Ekstraliga | 6/10  | 24   | 7     | 3     | 8     | 21     | 32     | I             |
| 2011/2012 | Ekstraliga | 9/10  | 13   | 3     | 4     | 11    | 10     | 45     | I             |
| 2012/2013 | I liga     | 3/9   | 35   | 11    | 2     | 3     | 55     | 14     | II            |
| 2013/2014 | I liga     | 2/9   | 43   | 14    | 1     | 1     | 75     | 8      | II            |
| 2014/2015 | Ekstraliga | 11/12 | 14   | 4     | 2     | 16    | 13     | 97     | I             |